# Maoïstische partijen in Duitsland
Duitsland heeft sinds de 19e eeuw honderden verschillende communistische organisaties gekend. In 1971 schatte de Duitse binnenlandse veiligheidsdienst dat er 392 verschillende communistische organisaties in het land bestonden. Dit aantal neemt doorheen de tijd gestadig af. In 1982 telde diezelfde staatsveiligheid er nog maar 172. 
De maoïstische organisaties kende een gelijkaardig verloop:
1971:   35 groepen        2000 leden
1972:   90 groepen        6300 leden
1973:   61 groepen        12.000 leden
1974:   65 groepen        13.000 leden
1975:   64 groepen        15.000 leden
Vanaf 1976 zijn er geen gegevens meer beschikbaar over de maoïstische groeperingen daar de veiligheidheidsdienst hen vanaf toen in één groep met andere communistische organisaties samentelde.
Bij de Bondsdagverkiezingen van 2009 kreeg de Marxistisch-Leninistische Partei Deutschlands, die in geheel Duitsland verkiesbaar was, 29.261 stemmen, of wel 1 promille van de uitgebrachte stemmen.

## Maoïstische partijen
- Kommunistische Partei Deutschlands/Marxisten-Leninisten (Roter Morgen) (1968)
- Kommunistische Partei Deutschlands/Marxisten-Leninisten (Rote Fahne) (1970)
- Kommunistische Partei Deutschlands/Marxisten-Leninisten (Revolutionärer Weg) (1970)
- Kommunistische Partei Deutschlands/Marxisten-Leninisten (Zentralburo) (1970)
- Kommunistische Partei Deutschlands (maoïstisch) (1970)
- Kommunistischer Bund (1971)
- Kommunistischer Bund Westdeutschland (1973)
- Bund Westdeutscher Kommunisten (1980)
- Marxistisch-Leninistische Partei Deutschlands (1982)